# VGガス
VGガス（IUPAC名：O,O-diethyl-S-[2-(diethylamino)ethyl] phosphorothioate)）は、化学兵器として開発された有機リン系の神経ガスである。別名、アミトン、テトラム、インフェルノ、メトラマックなど多数。有名なVXガスに類似した「V-シリーズ」の神経ガスである。